# Oliarus dindefelloi
Oliarus dindefelloi är en insektsart som beskrevs av Van Stalle 1987. Oliarus dindefelloi ingår i släktet Oliarus och familjen kilstritar. Inga underarter finns listade i Catalogue of Life.